# كهوف باتو
كهوف باتو (بالتاميليّة: பத்து மலை) هي تلة من الحجر الجيري تحتوي على مجموعةٍ من الكهوف والمعابد الكهفيّة في جومباك، سلاغور في ماليزيا. جاء اسمها من نهر سونغاي باتو (النهر الحجري) الذي يمر بالتل. إنها تل الحجر الجيري العاشر من أمبانغ. كهوف باتو هي أيضًا اسم قرية قريبة.
الكهف واحد من أكثر الأضرحة الهندوسية شعبية خارج الهند، وهو مخصص للورد موروغان. هو مركز الاهتمام في عيد ثايبوسام الهندوسي في ماليزيا.
يشار إلى كهوف باتو باختصار أيضا باسم الكهوف العاشرة أو تل اللورد موروجا حيث يوجد ستة مراقد مقدسة هامة في الهند وأربعة أخرى في ماليزيا. أما الثلاثة الآخرون في ماليزيا فهم معبد كالومالاي في إيبوه ومعبد تانيرمالاي في بينانج ومعبد ساناسيمالاي في ملقا.

## تاريخ
يقال إن الحجر الجيري الذي يشكل كهوف باتو يبلغ من العمر نحو 400 مليون سنة. استخدمت بعض مداخل الكهوف كملاجئ من السكان الأصليين في تيموان (قبيلة أورانغ أسلي).
في عام 1860 بدأ الصينيون في التنقيب عن ذرق الطائر لتسميد بذور الخضار. ومع ذلك، لم تشتهر إلا بعد أن وثقت السلطات الاستعمارية تلال الحجر الجيري مثل دالي وسيرز، وكذلك عالم الطبيعة الأمريكي ويليام هورناداي في عام 1878.
روج التاجر الهندي ثامبوسامي بيلاي لكهوف باتو كمكان عبادة. وقد ألهمه مدخل الكهف الرئيسي على شكل فيل، وأُلهم إلى تخصيص معبد للورد موروغان داخل الكهوف. في عام 1890، قام بيلاي، الذي أسس أيضا معبد سري مهاماريمان في كوالالمبور، بنصب مورتي لسري موروغان سوامي في ما يعرف اليوم باسم كهف الهيكل. منذ عام 1892، احتفل الناس هناك بعيد ثيبوسم في شهر التاميل والذي يوافق أواخر يناير وأوائل فبراير).
تم بناء درجاتٍ خشبية صعودًا إلى كهف الهيكل في عام 1920 وتم استبدالها ب 272 درجة إسمنتية. ومن بين المعابد المختلفة التي تشمل الموقع، فإن الكهف الأكبر والأكثر شهرة هو كهف الهيكل، والذي يطلق عليه هذا الاسم لأنه يضم العديد من المراقد الهندوسية تحت سقفه المرتفع.
في أغسطس 2018، طُليت 272 درجة في شكل لوني غير عادي، وطليت كل مجموعة من الدرجات بمجموعة مختلفة من الألوان. بيد أن إدارة التراث الوطني وجهت اتهامات على الفور تقريبًا بانتهاك القانون الذي يشترط الحصول على إذن للتجديدات في نطاق 200 متر من موقع تراثي. حاولت إدارة المعبد انتزاع فشلهم في الحصول على تصريح.
يتكون مجمع معبد كهوف باتو، الذي يرتفع على الأرض بنحو 100 متر من ثلاثة كهوف رئيسية وعدد قليل من الكهوف الصغيرة. وأكبر تلك الأماكن التي يشار إليها باسم كهف الكاتدرائية أو كهف الهيكل، لها سقف عالٍ جدًّا، كما أنها تحتوي على مزارات هندوسية مزخرفة. للوصول إليها يجب على الزوار تسلق سلم حاد من 272 درجة.
في قاعدة التل، يوجد معبدان آخران، كهف معرض فنون ومتحف كهفي، وكلاهما مليء بتماثيل ولوحات هندوسية. جُدّد هذا المجمع وافتتح في عام 2008. العديد من المراقد تروي قصة نصر اللورد موروغان على شيطان سورابادمان. تتوفر جولة صوتية للزوار.
يقع كهف رامايانا إلى أقصى اليسار حيث يواجه المرء الحائط الهائل للتل. في الطريق إلى كهف رامايانا، يوجد تمثال طوله 15 مترًا (50 قدمًا) للورد هنومان ومعبد مخصص له، وهو مخلص ومساعد اللورد راما. أقيمت مراسم تقديس الهيكل في نوفمبر 2001.
يصور كهف رامايانا قصة راما في وقائع مختلفة على طول جدران الكهف غير المنتظمة.
في يناير 2006، كُشفَ النقاب عن تمثال لورد موروغان بارتفاع 42.7 مترًا (140 قدمًا)، بعد أن استغرق بناؤه ثلاث سنوات. إنه أطول تمثال للورد موروغان في العالم.